# Паленка (присілок)
Пале́нка (рос. Паленка) — присілок у складі Казанського району Тюменської області, Росія.
Населення — 55 осіб (2010, 76 у 2002).
Національний склад станом на 2002 рік:
- росіяни — 82 %